# Río Piura
Der Río Piura ist ein etwa 355 km langer Zufluss des Pazifischen Ozeans im Nordwesten von Peru. Der Río Piura entwässert ein Areal von 12.216 km².

## Flusslauf
Der Río Piura entspringt in der Cordillera Occidental am Westrand der Anden. Das Quellgebiet liegt im Süden der Provinz Huancabamba auf einer Höhe von etwa 2200 m. Der Río Piura fließt anfangs 160 km in nordwestlicher Richtung. Dabei münden die Flüsse Río Pusmalca, Río Bigote, Río Corrales, Río San Jorge, Río Yapatero, Río Sancor und Quebrada San Francisco von rechts sowie Río Seco von links in den Río Piura. Dieser durchfließt die Provinz Morropón und passiert deren Verwaltungssitz Chulucanas. Später erreicht der Río Piura die Provinz Piura.
Bei Flusskilometer 195 liegt die Stadt Tambogrande am nördlichen Flussufer. Anschließend strömt der Río Piura 45 km nach Westen und wendet sich schließlich nach Süden. Bei Flusskilometer 120 durchfließt der Fluss die Großstadt Piura. Er wird dabei von mehreren Straßenbrücken überspannt. Auf seinen letzten 80 km verläuft der Río Piura innerhalb der Provinz Sechura. Zwischen Flusskilometer 55 und 37 durchfließt der Río Piura den See Lago La Niña. Anschließend wendet sich der Río Piura nach Westen. Die Fernstraße 1N überquert den Flusslauf 9 km oberhalb dessen Mündung ins Meer. Unterhalb der Straßenbrücke geht der Río Piura in das etwa 9 km lange Virrilá-Ästuar (Estuario de Virrilá) über, das sich bei Parachique zum Pazifischen Ozean hin öffnet. 
Das Flusswasser des Río Piura wird zur Bewässerung landwirtschaftlicher Anbauflächen am Unterlauf genutzt. Nördlich der Stadt Piura befindet sich am Flusslauf ein Wehr (⊙). An diesem zweigt auf der östlichen Seite ein Bewässerungskanal ab.

## Überschwemmungen
Am 27. März 2017 kam es am Unterlauf des Río Piura aufgrund dessen starker Wasserführung von 3700 bis 3900 m³/s zu Überschwemmungen.